# Sozialdemokratische Partei (DDR)

logo van de SPD (DDR)

De Sozialdemokratische Partei was een Oost-Duitse partij. De partij werd op 26 september 1989 opgericht in de pastorie van de Evangelisch Lutherse Kerk van Schwante door oppositieleden. Belangrijkste initiatiefnemers tot de oprichting van de SDP waren de theologen Markus Meckel en Stefan Gützeit. De partij stond voor een democratisering van de DDR en de hervorming van het staatsbestel. De partij genoot een grote populariteit en (ondanks dat de partij tot december 1989 officieel verboden was) werden er overal districtsafdelingen opgericht in de gehele DDR. Na de val van de Berlijnse Muur werd de SDP een legale partij in de DDR en nam zij met andere oppositiepartijen en de SED deel aan de Ronde Tafelbesprekingen waarin de toekomst van de DDR werd besproken.
In januari 1990 werd Ibrahim Böhme voorzitter van de SDP. Vóór de vrije verkiezingen van maart 1990 nam de partij contact op met de West-Duitse SPD, de zusterpartij van de SDP en besloot men de naam van de SDP te veranderen in Sozialdemokratische Partei Deutschlands (SPD). Vlak voor de verkiezingen werd bekendgemaakt dat Böhme een medewerker van de Stasi was geweest. Böhme trad hierop als voorzitter af. Bij de Volkskammer-verkiezingen van 18 maart 1990 behaalde de partij 21% van de stemmen en werd na de Oost-Duitse CDU de grootste partij in de Volkskammer. 
Van 12 april 1990 tot 20 augustus 1990 nam de SDP/SPD deel aan de coalitieregering met de christendemocraten (+ bondgenoten) en de liberalen van de LDPD. In september 1990 verenigde de Oost-Duitse SPD zich met de West-Duitse SPD.